# 황민호
황민호(1980년 10월 18일 ~ )는 대한민국의 배우이다.

## 출연

### 영화
- 《여배우는 너무해》 (2014년) - 민식 역
- 《파편》 (2010년) - 상우 역
- 《김복남 살인사건의 전말》 (2010년) - 다저스 역
- 《아저씨》 (2010년) - 남성식 역
- 《모던 보이》 (2008년) - 일본 군인 역
- 《스카우트》 (2007년) - 야구부 주장 역
- 《바람 피기 좋은 날》 (2007년) - 상상남 역
- 《사랑따윈 필요없어》 (2006년) - 아도니스 호스트 2 역
- 《한반도》 (2006년) - 광화문 군인 역
- 《비열한 거리》 (2006년) - 상철영필 수하 건달 2 역

### 드라마
- 《아라문의 검》 (2023년, tvN) - 소당 역
- 《아스달 연대기》 (2019년, tvN) - 소당 역
- 《애인 있어요》 (2015년, SBS)
- 《너를 기억해》 (2015년, KBS2) - 도재훈 역
- 《신분을 숨겨라》 (2015년, tvN)
- 《프로듀사》 (2015년, KBS2)
- 《하이드 지킬, 나》 (2015년, SBS) - 안성근 역
- 《유나의 거리》 (2014년, JTBC)
- 《감격시대》 (2014년, KBS2)
- 《최고다 이순신》 (2013년, KBS2)
- 《당신은 왜 결혼하지 못 했을까?》 (2012년, E채널)
- 《빛과 그림자》 (2011년, MBC)